# Vitex gaumeri
Espèce
Statut de conservation UICN

 EN C2a : En danger
Vitex gaumeri est une espèce de plantes à fleurs de la famille des Lamiaceae.

## Publication originale
- Publications of the Field Columbian Museum, Botanical Series 2(6): 260–261. 1907.